# Kitab-al-Fihrist
Le Kitab-al-Fihrist est l'ouvrage principal de Ibn al-Nadim. On distingue deux éditions dont la plus complète contient dix « discours » (maqalat). Ce livre est un index des livres existant et connus à cette époque. Il n’inclura que les livres dont il eut physiquement confirmation, soit directement, soit par l’intermédiaire d’une personne jugée digne de foi. Les six premiers discours s’articulent autour du thème islamique tandis que les quatre dernier abordent des thèmes non directement reliés à l’islam :
- les textes sacrés des musulmans, juifs et chrétiens, avec une emphase sur le Coran et les hadiths.
- les travaux de grammaires et philologie
- les livres d’histoire, généalogie et apparentés
- les livres poétiques
- les livres de loi (fiqh) et de traditions.
- les livres de philosophie et "sciences anciennes".
- les recueils de légendes, fables, pratiques magique, etc.
- les livres ayant trait aux doctrines des croyances non monothéistes (Manichéennes, Hindoues, Bouddhistes et Chinoises)
- alchimie

L’édition plus courte ne contient que les quatre derniers discours (outre la préface et la première section des premiers discours, ainsi que différents alphabets). À savoir les traductions arabes d’écrits grecs, syriaques etc. Il s’agit peut être du premier plan suivi par Ibn al-Nadim, l’édition plus longue (celle qui est le plus souvent imprimée) étant une extension
Ibn al-Nadim mentionne souvent la taille et le nombre de pages afin éviter que les acheteurs ne se fassent rouler par des copistes peu scrupuleux. Il recommande aux librairies et bibliophiles les travaux de calligraphes fameux, et explique les rouages d’achat des livres. Après la préface, il détaille 14 alphabets ainsi que la manière de les calligraphier correctement. Il détaille l’utilisation du qalam, les différentes qualités de papier. Ses discours contiennent aussi des sections sur l’origine de la philosophie, sur la vie de Platon et Aristote. Il détaille ailleurs les origines du recueil des mille et une nuits, des écrits sur les pyramides d'Égypte, ses opinions sur la magie, sorcellerie, superstitions et alchimie, etc.